# Подольский рабочий
«Подольский рабочий» — бронепоезд (изделие), построенный на Заводе имени Орджоникидзе во время Великой Отечественной войны, и подразделение — бронепоезд № 1 «Подольский рабочий», с 5 декабря 1942 г. - № 664 55-го отдельного дивизиона бронепоездов (2-го формирования) автобронетанковых войск (АБТВ), с декабря 1942 года  бронетанковых и механизированных войск (БТиМВ) РККА.
Отдельный бронепоезд «Подольский рабочий» в составе действующей армии и флота (ДА) с 16 декабря 1941 года по 25 января 1942 года.
55-й однбп (II) в составе ДА с 23 марта 1942 года по 9 мая 1945 года.

## История строительства
С началом войны Подольский завод имени Орджоникидзе, как и другие промышленные предприятия страны, прекратил производство гражданской продукции и был перепрофилирован на военные нужды. В ночь с 15 на 16 октября 1941 года завод был эвакуирован в Свердловск. Тем не менее, на предприятии было сохранено производство. В начале декабря городской комитет обороны города поручил коллективу завода построить бронепоезд для Красной Армии. Начальником строительства был назначен С. М. Говоров. Руководство Курской железной дороги доставило на завод паровоз с тендером: четыре платформы и десять крытых вагонов для личного состава бронепоезда. Работа велась на старом, списанном оборудовании. Чертежи, присланные на завод, также пришлось дорабатывать, из-за сложной производственной и материальной ситуации. Рабочие отдыхали по два часа в сутки, также катастрофически не хватало питания. Несмотря на тяжелейшие условия, через месяц бронепоезд был готов к отправке на фронт. Экипаж был сформирован из подольчан-добровольцев. 31 декабря 1941 года бронепоезд был торжественно передан командованию. Бронепоезд N 1 55-го дивизиона бронепоездов, построенный на Подольском заводе имени Орджоникидзе, состоял из бронепаровоза Ов N 870 (броня закаленая 15+15 мм, тендер 10+15 мм, вооружен счетверенной зенитной установкой пулеметов Максима) и бронеплощадок N 825, 826, 827 и 828 (броня закаленная 10+10+10 мм с воздушным зазором 80 мм, вооружение каждой 76-мм пушка (N 825 - образца 1902/30 года, N 827 - образца 1902 года, N 826, 828 - танковая образца 1927/32 года) и 5 пулеметов ДТ). При формировании в Москве в бронепоезд включили 4-хосную бронеплощадку ПВО N 836, изготовленную Коломенским машиностроительным заводом (броня незакаленная 29+6 мм, вооружена 2 25-мм зенитками и 3 пулеметами ДТ).

## Боевой путь
1 января 1942 года бронепоезд выехал на Московско-Курскую железную дорогу для обкатки. Во второй половине февраля 1942 года бронепоезд соединён с вторым бронепоездом Коломенский рабочий с 4 тяжёлыми 152-мм гаубицами . Новая боевая единица стала 55-м отдельным дивизионом бронепоездов
. В апреле 1942 года состоялось боевое крещение машины. Бронепоезд действовал на Брянском фронте, в районе Мценска. 22 апреля 1942 года перед бронепоездом была поставлена задача сделать артналёт и расчистить дорогу нашей пехоте и разведчикам. В этом бою бронепоезд был атакован лётной группой бомбардировщиков противника. Они разбомбили железную дорогу, а потом стали бомбить бронепоезда. В тяжёлом поезде в результате попадания бомбы воспламенился запас пороха. Погиб весь боевой расчёт площадки в тяжёлом поезде. Площадка старшего сержанта Кретова оторвалась и по ходу под уклон пошла ко Мценску. Попытки остановить её были тщетны из-за того, что ручное торможение было порвано. Когда вагон отъехал метров на 200, на него стал пикировать самолёт, но сбросил бомбу неточно, впереди, и она взорвалась в центре железной дороги. Образовалась воронка, в которую и заехал вагон. Экипаж «Подольского рабочего» обошёлся без потерь. В ночь с 30 апреля на 1 мая пути были восстановлены, и поезд вернулся на базу. После ремонта к 55 однбп присоединили ещё третий поезд. Он был небронированный, имел простые платформы, на нём были рельсы, шпалы и другие необходимые материалы и два пулемёта. Бронепоезд участвовал в боях за город Жлобин. После освобождения города отдельный дивизион бп прибыл в Мозырь. В течение месяца экипаж бронепоезд занимался борьбой с бандами бандеровцев в районе станции Маневичи. Затем бронепоезд прибыл в Брест. После небольшой задержки, вызванной расширением колеи польских железных дорог, поезд прибыл в апреле 1945 года в Познань. День Победы экипаж бронепоезда встретил в городе Сварунец.